# Puta (Noruega)
Puta é uma pequena ilha norueguesa localizada entre as costas de Bødalen e Slemmestad, perto de Oslo, localizada muito perto da ilha norueguesa Dyna. 